# Novaguinea rudalliae
Novaguinea rudalliae là một loài thực vật có hoa trong họ Cúc. Loài này được D.J.N.Hind mô tả khoa học đầu tiên năm 2004.